# Zsolt Lőw
Zsolt Lőw (Budimpešta, 29. travnja 1979.) mađarski je nogometni trener i umirovljeni nogometaš. Trenutačno je bez kluba. Igrao je na poziciji veznog.

## Trofeji
Újpest FC
- Mađarski nogometni superkup: 2002.
- Mađarski nogometni kup: 2002.

TSG 1899 Hoffenheim
- Fußball-Regionalliga: promocija 2007.
- 2. njemačka nogometna Bundesliga: promocija 2008.

## Vanjske poveznice
- Profil na TSG-Hoffenheim.de  Arhivirana inačica izvorne stranice od 15. rujna 2008. (Wayback Machine) (njem.)
- Statistika na Fussballdaten.de (njem.)